# Typhlocarcinops canaliculatus
Typhlocarcinops canaliculatus is een krabbensoort uit de familie van de Pilumnidae. De wetenschappelijke naam van de soort is voor het eerst geldig gepubliceerd in 1909 door Rathbun.